# King Zwelithini Stadium
Das King Zwelithini Stadium ist ein Fußballstadion in der südafrikanischen Küstenstadt Durban. Es liegt im Township Umlazi. 
Das Stadion wird hauptsächlich für Fußballspiele genutzt und war ursprünglich als Trainingsplatz für die Fußball-Weltmeisterschaft 2010 renoviert worden. Genutzt wurde es für diesen Zweck, aufgrund seiner Lage, nicht. Es ist seit Anfang der 2020er Jahre Austragungsort des COSAFA Cup, der Fußballmeisterschaft des südlichen Afrika.
Das Stadion fasst 10.000 Zuschauer (anderen Angaben nach bis zu 14.500) und wurde nach dem Zulu-König Goodwill Zwelithini kaBhekuzulu benannt.